# ビュイック・エクセル GT
エクセル GT (Excelle GT)は、GMが製造、ビュイックブランドで販売している自動車である。

## 初代 (2009年 - 2015年)
2009年11月、広州国際モーターショーにて初公開した。
2010年6月、販売を開始した。

## 2代目 (2015年 - 2023年)
2015年2月、2代目モデルを発表した。